# Arborophila javanica
El arborófila de Java (Arborophila javanica) es una especie de ave galliforme de la familia Phasianidae.

## Distribución geográfica
Es endémica de las selvas montanas de Java.

## Subespecies
Se reconocen las siguientes:
- A. j. javanica (Gmelin, JF, 1789) - oeste y centro-oeste de Java.
- A. j. lawuana Bartels, 1938 - centro-este de Java.

## Estado de conservación
Se encuentra ligeramente amenazada por la pérdida de su hábitat natural.